# مردان (فلم)
مردان فيلم كردي من بطولة حسين حسن (مردان) و هيلين عبد الله (هيلي لوف) ، إنتاج عام 2014 .

## القصة
يروي الفيلم قصة مسؤول كان قد تعرض في صغره للسوء، ما انعكس على أدائه لمهامه الوظيفية.

## طاقم الأفلام
يشارك في الفيلم الممثل حسين حسن، والمغنية الكردية هيلي لوف، والفنان إسماعيل زاكروس، وفياض دومان، إلى جانب العديد من الأسماء الأخرى.

## ترشح و الجوائز
رشح الفيلم من قبل وزارة الثقافة العراقية للمشاركة في جوائز الأوسكار ممثلاً عن العراق. ، و شارك الفيلم في مهرجان تورونتو السينمائي الدولي.

## روابط خارجية
- مردان على موقع IMDb (الإنجليزية)
- مردان على موقع روتن توميتوز (الإنجليزية)
- مردان على موقع قاعدة بيانات الأفلام العربية
- مردان على موقع أول موفي (الإنجليزية)
- مردان على موقع فيلمافينيتي (الإسبانية)
- مردان على موقع قاعدة بيانات الفيلم (الإنجليزية)
- مردان على موقع ليتربوكسد (الإنجليزية)
- مردان على موقع كينوبويسك (الروسية)